# Град Пожаревац
Град Пожаревац је град у Браничевском округу у централној Србији. По подацима из 2004. град заузима површину од 482 km² (од чега на пољопривредну површину отпада 35.313 ha, а на шумску 2.179 ha).
Седиште града као и округа је градско насеље Пожаревац. Град Пожаревац се састоји од 27 насеља: 2 градска (Костолац и Пожаревац) и 25 сеоска насеља. Према подацима са последњег пописа 2022. године на територији града је живело 68.648 становника (према попису из 2011. било је 75.334 становника). По подацима из 2004. природни прираштај је износио -0,9‰, док је број запослених у граду износио 22.944 људи. У граду се налазе 32 основне и 7 средњих школа.

## Историја
Град се први пут помиње 1476. године, а постао је познат после Пожаревачког мира закљученог 1718. године између Аустрије, Венеције и Турске. Прва школа у Пожаревцу  и једна од најстаријих у Србији основана је у оквиру локалне православне цркве још 1733. године (данас носи име Доситеја Обрадовића).
Град доживљава процват доласком књаза Милоша Обреновића на власт. Његовом заслугом у Пожаревцу је 1819. године подигнута Саборна црква, двор-конак (1825. године), нова чаршија (1827. године). и на крају, За време владавине његовог сина, кнеза Михаила Обреновића основана је ергела Љубичево (1866. године).
У Пожаревцу је формирана прва гардијска јединица у Србији, на основу наредбе књаза Милоша Обреновића на Ђурђевдан 1830. године. Тада је, од прве групе младића за Књажеву Гарду, њих седамдесет тројице, формирана је пешадијска чета.
У Пожаревцу је основан и Први нахијски суд у Србији, 1821. године, под називом Совјет пожаревачки.
Године 1842. Пожаревљани су добили позориште, где је одржана и премијера „Ромеа и Јулије“, и уопште неког дела Виљема Шекспира, на Балкану.
Пожаревац је 1915.  године добио и прву пилотску школу у којој су се обучавали пилоти за потребе ратног ваздухопловства у Првом светском рату. Школа се налазила на локацији на којој је данас Хиподром, преко пута железничке станице на прузи која је водила до Дубравице.
На територији општине и округа налазе се изузетно богати и бројни археолошки локалитети, од којих су најзначајнији Голубачка тврђава, Маргум (Дубравица), Виминацијум (Костолац) и локалитет Рукумија.
У атару Кличевца пронађена је и светски чувена Велика мајка (или Кличевачки идол) из бронзаног периода.

## Привреда
Пожаревац је један од најважнијих индустријских центара у Србији. Индустријска структура је изузетно диверзификована, а преовлађујуће привредне гране су: пољопривреда, енергетика и прехрамбена индустрија. Носиоци развоја индустрије Пожаревца у различитим областима су: Концерн здраве хране „Бамби“, Привредно друштво „Термоелектране и копови“ Костолац, „АРИВА Литас“, „Унион МЗ“, ПП „Филип“...
На подручју града Пожаревца, регистровано је око 600 привредних друштава, 2000 предузетника, 200 удружења и око 100 спортских удружења и савеза.
У последњих  неколико година град је изградио и инфраструктурно уредио једну индустријску зону површине око 9, 5 хектара, и купио фабрику шећера површине око 22 хектара и око 40 000 m² пословног простора, који такође намеравамо да прилагодимо потребама инвеститора. Настојаћемо да куповином осталих погона који више не раде комплетирамо читаву стару индустријску зону.
Највеће могућности за развој видимо у прехрамбеној индустрији, за коју имамо солидну сировинску базу, образовни кадар и традицију, енергетици, обради и преради метала (због близине Железаре), а настојаћемо да привучемо инвеститоре и из области телекомуникација и ИТ сектора.
Пожаревац је тренутно један од главних трговинских центара у источној Србији.

## Култура
Галерија Милене Павловић Барили (1909 – 1945) смештена је у њеној родној кући, коју је њена мајка Даница преуредила у спомен галерију. Живела је у Београду, Шпанији, Риму, Паризу и Лондону и Њујорку. Представник је надреалистичког романтизма. У САД је поред сликарства радила на комерцијалном дизајну за модне журнале.
Народни музеј Пожаревац основан је 1896 године. Данас постоји на више објеката: Главна зграда, легат Миодрага Марковића, Музеј културне историје, Етно парк Тулба, Кућа Добрњчевих, Галерија савремене уметности, Шатор пожаревачког мира.
Виминацијум – Археолошки парк, отворен 5. октобра 2006. године. Археолошки парк располаже са таверном у којој се посетиоци могу окрепити током посете локалитету, сувенирницу са великим избором сувенира, књига, и едукативних игара. Седам објеката је покривено и отворено за посетиоце: Северна Главна капија легијског логора (Порта преториа), Римске терме, Маузолеј у којем је највероватније сахрањен римски император Хостилијан, Мамут парк, Домус Сциентиарум, Занатски центар са пећима за производњу керамике и опеке, Палеохришћанска меморија (због специфичне локације унутар Термоелектране Дрмно доступна за посете само у изузетним условима и уз раније најаве обезбеђењу ТЕКО Костолац Б).
Ергела Љубичево – Једна од најстаријих ергела у Србији (1866), основао ју је кнез Михаило Обреновић, у знак сећања на своју мајку, кнегињу Љубицу, супругу књаза Милоша. Почетком XX века, ергела је израсла у коњарску институцију европског ранга и имала је око 500 грла племените расе.
Зграда Начелства је саграђена 1889. године, по пројекту познатог аустријског архитекте Фридриха Гизела, уз извесне коректуре архитеката Јована Илкића и Душана Живановића. По својој величини, архитектонској концепцији и декоративној обради, ово здање, за ондашњу Србију, била је најрепрезентативнија и највећа управна зграда тога времена. Данас су у њој смештени Градска управа града Пожаревца, Браничевског управног округа, катастар, библиотека, полиција и Основни и Прекршајни суд.
Испред зграде Окружног начелства, налази се Градски парк, изграђен 1894. године. У парку се налази споменик кнезу Милошу Обреновићу, подигнут 1898. године.
У Пожаревцу је од 1960. до сада било више од 170 рок бендова.

## Саобраћај
Укупна дужина путева на територији града Пожаревца износи 183 км, од чега се 165 км сврстава у категорију са савременим коловозом. Магистрални путеви чине 48 км, а мрежа локалних путева 64 км савременог коловоза. Иако је повезаност насеља у граду Пожаревцу задовољавајућа, још увек је недовољно изграђена локална мрежа путева, као и мрежа са савременим коловозом.
Град Пожаревац се налази на веома значајној прузи Београд-Бор-Зајечар, која повезује Тимочку крајину и целу источну Србију са мрежом железничких пруга Републике Србије.

## Познате личности везане за Пожаревац
- Драгана Мирковић, певачица
- Милена Павловић Барили, сликарка
- Миливоје Живановић, глумац
- Миленко Стојковић, командант
- Живка Матић, глумица
- Велибор Васовић, фудбалер
- Михајло Бата Паскаљевић, глумац
- Слободан Милошевић, председник

## Административна подела
У административном смислу, град Пожаревац је подељен на две градске општине: Костолац и Пожаревац.

## Насеља

### Градска насеља
| # | Име        | Градска општина |
| - | ---------- | --------------- |
| 1 | Костолац1  | Костолац        |
| 2 | Пожаревац2 | Пожаревац       |

Напомене:

1 Седиште градске општине

2 Седиште градске општине и града Пожаревца

### Сеоска насеља
| #  | Име           | Градска општина |
| -- | ------------- | --------------- |
| 1  | Баре          | Пожаревац       |
| 2  | Батовац       | Пожаревац       |
| 3  | Берање        | Пожаревац       |
| 4  | Брадарац      | Пожаревац       |
| 5  | Братинац      | Пожаревац       |
| 6  | Брежане       | Пожаревац       |
| 7  | Бубушинац     | Пожаревац       |
| 8  | Дрмно         | Пожаревац       |
| 9  | Драговац      | Пожаревац       |
| 10 | Дубравица     | Пожаревац       |
| 11 | Живица        | Пожаревац       |
| 12 | Касидол       | Пожаревац       |
| 13 | Кленовник     | Костолац        |
| 14 | Кличевац      | Пожаревац       |
| 15 | Лучица        | Пожаревац       |
| 16 | Маљуревац     | Пожаревац       |
| 17 | Набрђе        | Пожаревац       |
| 18 | Острово       | Костолац        |
| 19 | Петка         | Костолац        |
| 20 | Пољана        | Пожаревац       |
| 21 | Пругово       | Пожаревац       |
| 22 | Речица        | Пожаревац       |
| 23 | Село Костолац | Костолац        |
| 24 | Трњане        | Пожаревац       |
| 25 | Ћириковац     | Пожаревац       |

## Галерија
- Зграда СО Пожаревац (поглед из парка).
- Зграда СО Пожаревац (други поглед).
- Црква Светог Николе у Пожаревцу
- Зграда старог Епископског двора у Пожаревцу
- Саборна црква Светих арханђела у Пожаревцу
- Споменик српским војницима 1912-1918 у Пожаревцу
- Корзо
- Надгробна стела из римског доба, двориште Народног музеја у Пожаревцу
- Парк у Пожаревцу
- Милош Обреновић у парку, у Пожаревцу
- Улаз у Етно кућу Тулба у Пожаревцу који води на изложбу о Пожаревачком миру.
- Пример народне ношње из пожаревачког краја. Етно парк Тулба, Пожаревац.
- Пример народне ношње из пожаревачког краја. Етно парк Тулба, Пожаревац.
- Етно парк Тулба - креветац у кући
- Етно парк Тулба - спаваћа соба
- Етно парк Тулба - поставка кухиње
- Зграда пожаревачког музеја